# Ed (televíziós sorozat)
Az Ed amerikai vígjáték-sorozat. Az NBC műsorán volt látható 2000. október 8-a és 2004. február 6-a között. A közel egyórás epizódokat David Letterman Worldwide Pants Incorporated nevű cége készítette. A sorozat megalkotói és producerei Jon Beckerman és Rob Burnett voltak. Magyarországon először a Viasat 3 mutatta be 2004. július 11-én, majd később a Hallmark Channel és 2006. augusztus 14-től a TV2 is műsorra tűzte.

## Történet
|  | Alább a cselekmény részletei következnek! |

A főhős Ed Stevens, nagymenő New York-i ügyvéd, egyazon napon veszíti el állását (kirúgták egy 500 oldalas szerződésben rossz helyre tett vessző miatt, amin 6 millió dollárt veszített a cég) és kapja rajta a feleségét, hogy megcsalja egy postással („Ő nem a postás, csak egy postás…”).
Elhatározza, hogy csomagol, és visszamegy szülővárosába, az Ohio állambeli Sötétvölgybe (angolul Stuckeyville), ahol találkozik egykori barátaival, akiket már régóta nem látott, és Carol Vessey-vel, akibe még gimiben volt belezúgva. Szeretné meghódítani a nőt, ezért elhatározza, hogy marad, vesz egy lerobbant bowling pályát, és új ügyvédi praxist nyit, amiért elnevezik őt „tekés ügyvédnek” („Van egy tekepályám. Ügyvéd vagyok, de nem egyszerre.”).

## Szereposztás
| Szerep                    | Színész           | Magyar hang (TV2 / Viasat 3) | Magyar hang (Hallmark Channel) |
| ------------------------- | ----------------- | ---------------------------- | ------------------------------ |
| Edward „Ed” J. Stevens    | Tom Cavanagh      | Lux Ádám                     | Posta Victor                   |
| Carol Vessey              | Julie Bowen       | Urbán Andrea                 | Kiss Virág                     |
| Dr. Michael „Mike” Burton | Josh Randall      | Selmeczi Roland              | Megyeri János                  |
| Nancy Burton              | Jana Marie Hupp   | Farkasinszky Edit            | Mics Ildikó                    |
| Molly Hudson              | Lesley Boone      | Oláh Orsolya                 | Oláh Orsolya                   |
| Philip „Phil” Stubbs      | Michael Ian Black | Bozsó Péter                  | Sárközi József                 |
| Shirley Pifko             | Rachel Cronin     | Szegedi Anita                | Szegedi Anita                  |
| Kenny Sandusky            | Mike Starr        | Faragó András                | Albert Péter                   |
| Warren Parker Cheswick    | Justin Long       | Szokol Péter                 | Pálmai Szabolcs                |

## Karakterek
Ed: Alapvetően jókedvű, vidám figura, folyton mosolyog. Miután visszaköltözik, szívén viseli Sötétvölgy és lakói sorsát, ügyfeleiért mindent megtesz. Mike-kal mindig kész valami viccre. Carol-ba őszintén szerelmes, de a nő először bizonytalan, mással jár. Ed végül elfogadja a barátságát. A dolgok később fordulatot vesznek.
Carol: A gimiben igen népszerű lány volt, most angolt tanít ugyanott. Csinos, kedves nő, aki szívügyeiben kissé bizonytalan. Ed zökkenti ki eddigi kapcsolatából (kettejük régi gimnáziumi angoltanárával járt, aki mellesleg író is), de végül csak barátok lesznek. Idővel azonban változás történik.
Mike: Háziorvos, Nancy férje és Sarah apja. Ed legjobb barátja, és a tízdolláros fogadásokban állandó partnere. Úgy volt, mentora, dr. Jerome praxisát viszi majd tovább, akinek stílusát nehezen viselte, s mikor az mégsem akart visszavonulni, saját praxist nyitott.
Nancy: Mike felesége, őt szereti és mindenben támogatja. Sarah-nak remek anyja, de néha aggódik, hogy mégis rossz szülő. Nehezen választ dadát a kicsi mellé.
Molly: A Sötétvölgyi Középiskolában tanít, melynek később igazgatónője lesz.
Phil: A Stuckey-teke alkalmazottja. Folyton mesterkedik valamiben, amivel reményei szerint sok pénzt fog keresni, de ügyeskedései rendre kudarccal végződnek.
Shirley: Ő is a tekepályán dolgozik, kissé fura nő. Folyton riadt arca, mintha mindig mindentől félne, bátortalan, de alapjában véve kedves, jóakaratú.
Kenny: A tekepálya alkalmazottja, magánakvaló fickó, fura múlttal.
Warren: Gimis srác, aki eleinte Carolba, később egy bizonyos Jessicába, évfolyamtársába szerelmes. Tipikusan esetlen srác, akinek nincs szerencséje a szerelemben, sokszor kerül kínos szituációba.

## Díjak, jelölések
Az Ed szereposztási, írói és rendezői Emmy-díj jelölést kapott 2001-ben. Tom Cavanagh-t jelölték Golden Globe-díjra, és megkapta a TV Guide díjat.
2004-ben, a rajongók kérésének ellenére, az NBC levette a műsorról a sorozatot a gyenge nézettségi mutatók miatt.

## Tények, érdekességek
- Habár a történet a kitalált ohio-i városkában, Sötétvölgyben (Stuckeyville) játszódik, a sorozat nagyrészt észak New Jersey-i városokban forgatták, közel New Yorkhoz.
- A sorozatban szereplő város és utcanevek közül sok valós New Jersey-i utca-, és városnév.
- A Stuckey Tekét a korábbi Country Club Lanes klubban rendezték Northvale-ben (New Jersey), és a sorozat főhadiszállásául is szolgált. A sorozat több díszlete is a tekepályán volt megépítve, mint például a Sötétvölgyi Gimnázium belseje, a bíróság, és a Vigyorgó Kecske. A Country Club Lanes jó néhány évvel ezelőtt bezárt, és 2006 tavaszán le is bontották.
- A sorozat főcímzenéje a „Next Year” a Foo Fighters zenekartól, kivétel ez alól a második évad, amikor is Clem Snide „Moment in the Sun” című száma volt hallható. A harmadik évadra, a rajongók kérésére, az Egyesült Államokban visszaváltottak a „Next Year”-re. Az Egyesült Államokon kívül azonban továbbra is a „Moment in the Sun” maradt, bár a vége főcímben a „Next Year” volt megadva főcímzeneként.
- Érdekesség, hogy a próbaműsort, ami Ed Sötétvölgybe költözésének előzményeit mutatja be, nem a sorozat részeként sugározták. Egy kis összefoglalót azonban láthatunk a rendes sorozat első részében.
- Az eredeti első részben még Donal Logue játszotta Philt, és Janeane Garofalo Ed exfeleségét, Liz-t. Logue helyett végül Michael Ian Black-kel újraforgatták az első részt, és ő maradt a sorozat végéig, és, a néhány megjelenése erejéig, több színésznő is játszotta Liz szerepét, köztük Lea Thompson aki a sorozat vége felé szerepelt.
- A sorozat eredeti címe Ed,, majd mikor a CBS-hez került, a Sötétvölgy címet kapta, majd újra Ed lett, mikor megvette az NBC.[halott link]
- Az Ed-ben számos visszatérő geg szerepel, ilyenek Phil (Michael Ian Black) nevetséges hírnév-, és vagyonszerzési tervei, valamint Ed és Mike tízdolláros fogadásai, melynek keretében valami rendkívül zavarbaejtő dolgot kell megtenni.
- Egy bekeretezett Foo Fighters poszter van a falon Molly Hudson irodájában, a Sötétvölgyi Gimnáziumban. A Foo Fighters „Next Year” c. száma volt a sorozat főcímzenéje a négy évadból hármon keresztül.
- Jon Beckerman és Rob Burnett, az Ed készítői és producerei is megjelentek a sorozatban egy kis szerep erejéig: vendégek voltak Ed és Carol esküvői fogadásán, az utolsó részben.

## Epizódok
| Évad | Évad | Epizódok | Eredeti sugárzás     | Eredeti sugárzás  | Eredeti adó | Magyar sugárzás      | Magyar sugárzás      | Magyar adó |
| Évad | Évad | Epizódok | Évadpremier          | Évadfinálé        | Eredeti adó | Évadpremier          | Évadfinálé           | Magyar adó |
| ---- | ---- | -------- | -------------------- | ----------------- | ----------- | -------------------- | -------------------- | ---------- |
|      | 1    | 22       | 2000. október 8.     | 2001. május 23.   | NBC         | 2006. augusztus 14.  | 2006. szeptember 12. | TV2        |
|      | 2    | 22       | 2001. október 10.    | 2002. május 15.   | NBC         | 2006. szeptember 13. | 2006. október 12.    | TV2        |
|      | 3    | 22       | 2002. szeptember 25. | 2003. április 11. | NBC         | 2006. október 13.    | 2006. november 15.   | TV2        |
|      | 4    | 17       | 2003. szeptember 24. | 2004. február 6.  | NBC         | 2006. november 16.   | 2006. december 8.    | TV2        |